# Никтагиновые
Никтаги́новые, или Ночецве́тные (лат. Nyctaginaceae), — семейство двудольных растений, широко распространённых в тропиках и субтропиках, особенно в Южной Америке; несколько видов растут в умеренном климате.
Семейство включает около 30 родов и около 350 видов преимущественно травянистых растений, а также деревьев, кустарников и лиан (например, бугенвиллея).

## Описание
Стебель узловатый, со вздутыми узлами; листья простые перисто-нервные, рассеянные или супротивные, без прилистников.

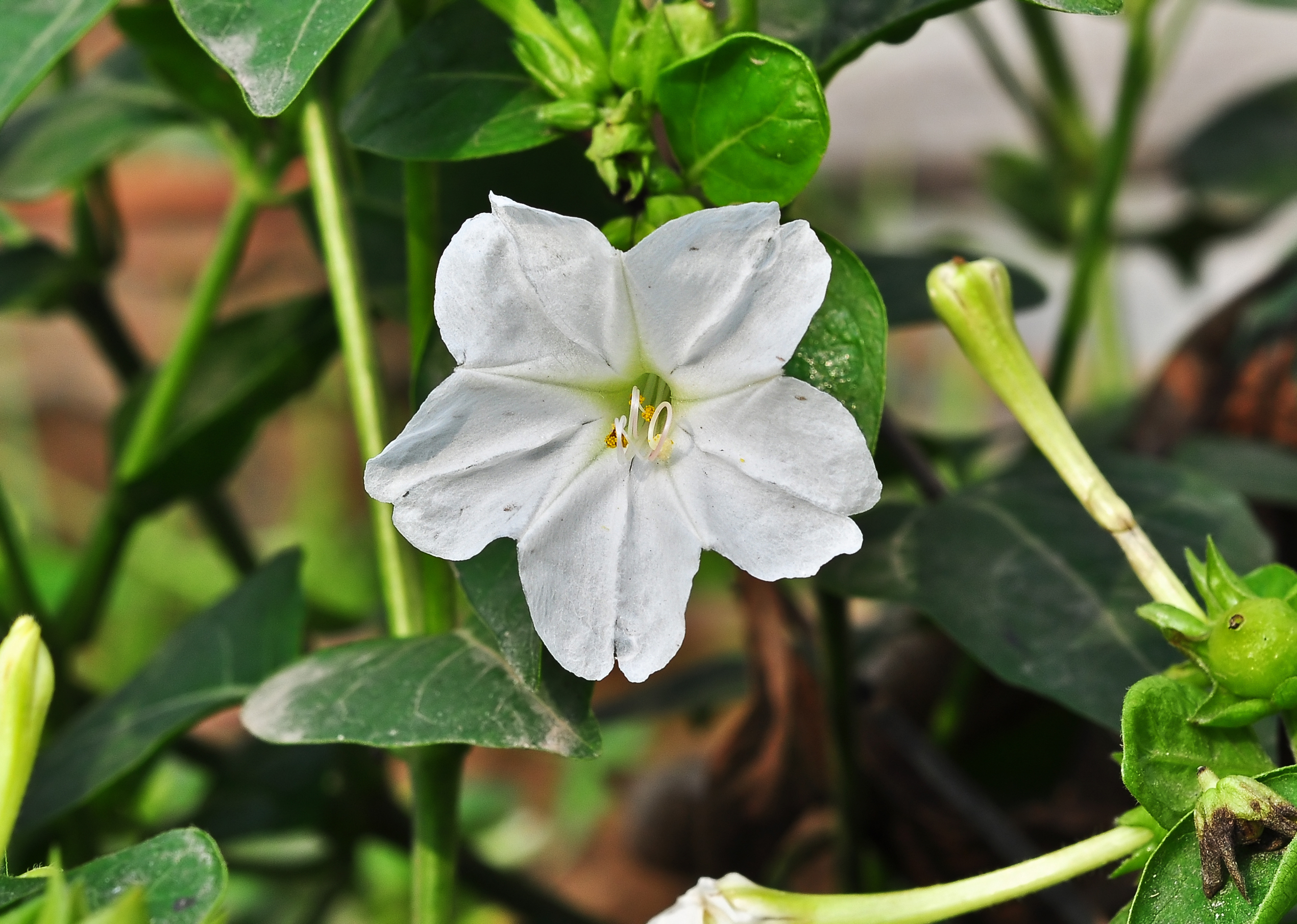
Mirabilis jalapa, цветок крупным планом

Цветки большей частью обоеполые, редко однополые, собраны соцветие: клубочки, головки, а также в колосья и зонтики, окружённые покрывальцем из прицветников. Покрывальце бывает ясно заметное, чашевидное, состоящее или из многих, или из 3—5 прицветников. Околоцветник простой, чашевидный или венчиковидный, сростнолистный, колокольчатый или тарельчатый; он срастается с плодом, образуя ложный околоплодник. Тычинок одна или множество; пестик один, с верхней одногнёздной завязью; плод — орех, превращающийся в ложную ягоду, после того как часть околоцветника станет мясистой.

## Применение
Некоторые виды — мирабилис длинноцветковый (Mirabilis longiflora), Mirabilis jalapa, мирабилис многоцветковый (Mirabilis multiflora), многочисленные виды и гибриды бугенвиллеи (Bougainvillea) и абронии (Abronia) разводятся, как декоративные; листья Neea theifera, содержащие теин, могут употребляться как чайные листья. Корни некоторых видов Mirabilis и Boerhavia употребляются как слабительное; мирабилис широкий (Mirabilis expansa) выращивается в Андах как съедобный корнеплод.

## Роды
По информации базы данных Plants of the World Online (по состоянию на май 2024 года), род включает 32 рода:
- Abronia Juss. — Аброния[3]
- Acleisanthes A.Gray
- Allionia L.
- Andradea Allemão
- Anulocaulis Standl.
- Belemia Pires
- Boerhavia Vaill. ex L. — Бурхавия[4]
- Bougainvillea Comm. ex Juss. — Бугенвиллея[4]
- Caribea Alain
- Ceodes J.R.Forst. & G.Forst.
- Cephalotomandra H.Karst. & Triana
- Colignonia Endl. — Колиньония[4]
- Commicarpus Standl. — Коммикарпус[3]
- Cryptocarpus Kunth
- Cuscatlania Standl.
- Cyphomeris Standl.
- Grajalesia Miranda
- Guapira Aubl.
- Leucaster Choisy
- Mirabilis Riv. ex L. — Мирабилис[4]
- Neea Ruiz & Pav.
- Neeopsis Lundell
- Nyctaginia Choisy
- Okenia Schltdl. & Cham. — Окения[4]
- Phaeoptilum Radlk. — Феоптилум[3]
- Pisonia Plum. ex L. — Пизония[5]
- Pisoniella Standl.
- Ramisia Glaz. ex Baill.
- Reichenbachia Spreng. — Райхенбахия[6]
- Rockia Heimerl
- Salpianthus Bonpl.
- Tripterocalyx (Torr.) Hook.